# 胡從簡
胡从简（1844年—1895年），字敬亭，四川省成都府新津县人，清代著名经师大家，著名礼学大师、进士。

## 生平
新津胡氏祖籍安徽绩溪，后迁江西庐陵。综合吴克让的《新津县乡土志》及新津胡氏族谱载，新津胡氏一世祖为宋末元初胡受，从湖北麻城迁入川西。四世祖为胡通海，元末进士，四川昌州知州，后定居永川九龙滩。 时昌州辖大足、荣昌、永川等地。五世祖为胡复初，元末庠生，不仕后充任蜀之荣县东川书院教授。六世祖为明初刑部侍郎，兵部左侍郎胡子昭，与方孝孺同日殉难。明朝传至胡应这一代始迁新津。清初胡氏另一脉相传到十六代胡大斌。又一支传到二十一代胡文魁。这两支也迁到新津。清初至清末，胡氏又相传约十代。
胡从简1844年出生于新津。由于明末清初四川的连续兵灾，当时胡家已经式微。胡从简人穷志不穷，“编屦得钱为活。年十九，始读书，刻苦自励。”吴克让《新津县乡土志》说， “胡从简亦岳公再传子弟，邃于古义。” 这里所说的岳公即岳逢阳，字丹崖，道光十二年壬辰恩科（1832）进士。 岳逢阳是清代新津县四位进士中的第二位。岳逢阳家在新津县安西镇月花村，是岳飞第二十三世嫡孙。
后来胡从简考上锦江书院邑庠生（秀才）。1874年胡从简肄业锦江书院，时年三十。1875年，四川学政张之洞建立尊经书院，在全蜀学生三万人中选拔百名入学，录取率0.003。张之洞是晚清四大名臣和洋务运动的代表人物之一。他计划通过尊经书院，以“一人学战，教成十人。万人学战，教成三军”的方式为蜀中培养“通博之士，致用之才。” 为给尊经书院选拔高才生，张之洞在蜀中主持考试，题为周礼社制考。试毕，胡从简被张之洞选拔为第一，入选为尊经书院上舍生，即今天的高年级研究生。
据记载，胡从简“融贯礼经，《周礼》、《大小戴记》并注疏皆成诵。”当时参加考试的学生中，有与胡从简同时第一批考入尊经书院的杨锐，宋育仁，廖平等人。他们虽比胡从简小五到十岁上下，但即使在学术上他们人人皆非等闲之辈。胡从简能在考试中从这批人中脱颖而出，可见其学力之深厚。
1879年，王闿运应四川总督丁宝桢之邀来到成都，担任尊经书院山长 （校长）。王闿运学问深厚，尤注重通经致用。他担任尊经书院山长期间，重振了著名的“蜀学”，使蜀学派一跃成为当时中国学术的顶峰，因而在晚清及近代学术思想史上名垂千古。钱基博曾指出“疑古非圣，五十年来，学风之变，其机发自湘之王闿运；由湘而蜀，由蜀而粤（康有为、梁启超），而皖（胡适、陈独秀）; 其所由来者渐矣，非一朝一夕之故也。”足见王闿运在清末民初的历史地位。
王闿运来到尊经书院后立即考试学生，题目是“玄端，冠端所用。”学生们答题大多依据乾嘉学派大师阮元的《十三经注疏校勘记》等流行著作。唯独胡从简“取证经记，曲折旁通，”立即受到王闿运的器重，提拔为斋长。古代的学院分院斋两级管理，相当于现在的校院两级。按国子监的传统，斋长在日常教学管理甚至是寝室管理中发挥着不可估量的作用。斋长既起着维持正常秩序的作用, 也发挥着课后协助教官监督学生言行的作用。斋长有权对违规的学生进行惩处。清末薛福成《庸庵筆記》说，在王闿运指导下，胡从简治《礼》，戴光治《书》，廖平治《公羊》、《榖梁》、《春秋》，刘子雄、岳森通诸经，“皆有师法，”成为蜀学派在清代学术史上的杰出代表。廖平的学说也为后来的变法奠定了学术基础。而杨锐，宋育仁则成为戊戌变法运动的政治领袖人物。胡从简终成清代礼学大师。清史资料《清代朴学大师列传》特别将胡从简传附于王闿运传之后，显然是视他为王闿运之得意门生。
1892年胡从简考取进士。按梁启超的说法来算，清代的一个童生历经逐次科举考试，最后取得进士功名的几率小于万分之一。社会和朝廷对进士都很重视。按朝廷惯例，胡从简被授予知县即用。七品知县，年俸45到60两白银，禄米45斛（一斛等于五斗或50 升或约为现在200斤），养廉银1200两白银。相比之下，一户农家一年的收入平均才40两白银。胡从简被授予知县，也就是说，凭正常合法收入，他一年的经济收入可以是一般人的十几倍。对于曾在青年时期经历过贫困的胡从简来说，做官无疑是改善家庭物质生活的机会。
清史资料《清代朴学大师列传·胡从简传》，《清代学人列传·胡从简传》记载胡从简弃官不做，“乞病归，家居治学，竟不复出。” 胡从简治学极为刻苦，“恒以夜分就灯下纂录，五十而瞽。 ”“所著书有《礼经考》，《礼经释例》，《周礼句读》，《大戴礼记笺》，《读礼管窥》，累六百余万言，蔚若继曲台之后。” 只可惜这些著作今天恐怕已经毁损。查遍四川大学图书馆，四川省图书馆，除《四川省城尊经书院记》，《尊经书院初集》，《尊经书院二集》和《尊经书院三集》以外，有关尊经书院的档案和资料现在全部不知所终，其中包括胡从简的巨著。就连尊经书院各位进士的朱卷也都在文献中没有了踪影，只有宋育仁的还在。鉴于尊经书院与戊戍变法的密切关系，这个现象与戊戍变法失败直接有关。
西汉学者后苍开创《礼》学以后，两千年以降，研究《礼》学的大家为数众多，其中还包括朱熹等人。由于上古历史文献流传下来的很少，文义考据及其艰难，历代学者在《礼》学研究领域中的成果多为论文，专著较少，而胡从简的礼学却有五部专著，六百余万言之巨。通盘比较《清代学人列传》对各位入传学者的学术地位评价，“蔚若继曲台之后”之语的确是极高赞誉。其意为，胡从简是继西汉经学大家后苍著《后氏曲台记》，开创《礼》学以后，两千年来成就最是蔚为大观的《礼》学大师。
《清代朴学大师列传》和《清代学人列传》王闿运传一文中还指出，胡从简“蔚为经师，咸守家法，较之诂经、学海所造就者殆有过无不及焉。”  这句评语也是对胡从简的很高评价。清代是历史文献研究考证学的黄金时代和顶峰。清代这方面的大家有许多。光是乾隆到嘉庆年间形成的乾嘉学派就有惠栋、戴震、段玉裁、王引之、王念孙，等等。乾嘉学派奠基人大致可以追溯到清初学者黄宗羲、顾炎武、[[方以智[[]]、阎若璩]]、胡渭和毛奇龄等人。一些达官贵人如阮元、毕沅等，也出而倡导经学，著述丰富。整个清代考据学学海中有造就者光是出现在《清代朴学大师列传》一书中的著名学者就有370余人。胡从简能得到“有过无不及”的盖棺定论，绝对是极大的荣誉。
胡从简无嗣，收侄儿胡念祖为子，传其学。胡念祖在学术上得胡从简真传，在尊经书院就读时也是廪生，后又任书院东斋斋长。现存于四川大学图书馆的尊经书局出版物《尊经书院初集》，《尊经书院二集》和《尊经书院三集》中刊有胡从简，胡念祖他们两人的论文共15篇。其中胡从简七篇，胡念祖八篇。这三部珍贵典籍是尊经书院留传下来的现存唯一学术书籍。不幸中的万幸，这15篇论文就成了今人了解胡氏礼学的窥豹之管。
1895年胡从简逝世，享年54岁。